# Czudar Péter
Czudar Péter  (Bőcs, ? – Ónod, 1396?) - Sárosi, trencsényi és zólyomi főispán, diósgyőri várnagy, szlavón bán.

## Életpályája
Czudar Péter, a Czudar család sarja, Károly Róbert király korában élt.
Károly Róbert magyar király apródja volt, majd Nagy Lajos király bizalmi embere, borsodi, sárosi, trencséni és zólyomi főispán, diósgyőri várkapitány, 1368–1371 között szlavón bán volt, majd 1372–1373 között országbíró is.
Többször járt külföldi szolgálaton. 1368-ban Bologna városát foglalta el a pápa javára. 1374-ben Franciaországban járt mint királyi követ, 1380-ban részt vett a velencei béketárgyalásokon. Orosz vajda (1372–1381).
Nagy Lajos király halálát követően (1382) kegyvesztett lett, bebörtönözték (1382–1385).
Testvérével, Czudar Györggyel együtt alapította a sajóládi monostort. Az ónodi vár építtetője volt.
Ónodon hunyt el 1396-ban.